# Sol Mamakwa
Sol Mamakwa est un homme politique provincial canadien de l'Ontario.

## Biographie
Sol Mamakwa est un membre de la communauté Première Nation de Kingfisher et parle le Oji-cri comme langue primaire. Avant d'entrer en politique, il travailla pour la Nishnawbe Aski Nation à Sioux Lookout.

## Politique
Élu député néo-démocrate dans la circonscription de Kiiwetinoong en 2018, il est, avec Suze Morrison et Guy Bourgouin, un des trois députés élus avec des origines autochtones et le second, après Peter North en 1990, complètement autochtone.